# Ceslav Ciobanu
Ceslav Ciobanu (n.1951, Hlinaia, Edineț) este un economist, politician și traducător moldovean. În prezent este profesor la Universitatea Virginia, SUA.

## Biografie
Este fiul lui Ion Ciobanu din satul Hlinaia, Edineț. A absolvit facultatea de economie a Universității Lomonosov din Moscova în anul 1974. În anul 1979 a susținut teza de doctor în economie cu teza „Sectorul de stat în economia țărilor în curs de dezvoltare. Egipt” în fața unui consiliu științific din Moscova.  Este doctor conferențiar de economie politică la Academia de științe sociale de pe lângă CC al PCUS din Moscova. În același timp este și traducător. Printre altele i-a însoțit, ca traducător, pe președintele URSS Mihail Gorbaciov și soția acestuia Raisa Gorbaciova pe parcursul vizitei lui Gorbaciov la București la tratativele  cu Nicolae Ceaușescu, înainte de prăbușirea regimului comunist din România - în anul 1989.
După 1991 a fost:
- consilier pe lângă  primul președinte al Republicii Moldova, Mircea Snegur,
- ministru al privatizării administrării proprietății de stat din Republica Moldova
- vice-ministru al afacerilor externe
- ambasador al Republicii Moldova în SUA
- Colaborator științific superior la James Madison University, SUA
- Actualmente este profesor de economie, coordonator de programe la Universitatea Virginia din SUA

## Interese științifice și publicații
- economia și piețele emergente
- conflicte regionale și crize globale financiare
- știința economică
- neuroeconomia

### Cărți publicate
- Economics, Life and You (2013)
- Frozen and Forgotten Conflicts in the Post-Soviet States: (2009)

## Publicații la Biblioteca națională a Moldovei
- Probleme social-economice ale mișcării de eliberare națională din anii optzeci ..[nefuncțională]
- Sectorul energetic la ora privatizării[nefuncțională]
- Nu-i chiar atît de simplu să ardă cîte un bec în fiecare casă: Interviu[nefuncțională]